# Acacia pustula
Acacia pustula é uma espécie de leguminosa do gênero Acacia, pertencente à família Fabaceae.